# Terespol
Terespolⓘ é um município no leste da Polônia. Pertence à voivodia de Lublin, no condado de Biała.
Historicamente, Terespol está localizada na Polésia, na antiga região de Brest, que incluía a vila real de Błotków, em cujas terras foi fundada em 1697. No final do século XVIII, a cidade dos nobres estava localizada no condado de Brześć Litewski, da voivodia de Brześć Litewski. De 1975 a 1998, a cidade pertenceu administrativamente à voivodia de Biała Podlaska.
Terespol é uma cidade fronteiriça localizada no rio Bug, na parte polonesa da Polésia−Brzeg. Existem passagens de fronteira ferroviárias e rodoviárias com a Bielorrússia em Terespol.
Estende-se por uma área de 10,1 km², com 5 394 habitantes, segundo o censo de 31 de dezembro de 2021, com uma densidade populacional de 534,1 hab./km².

## História

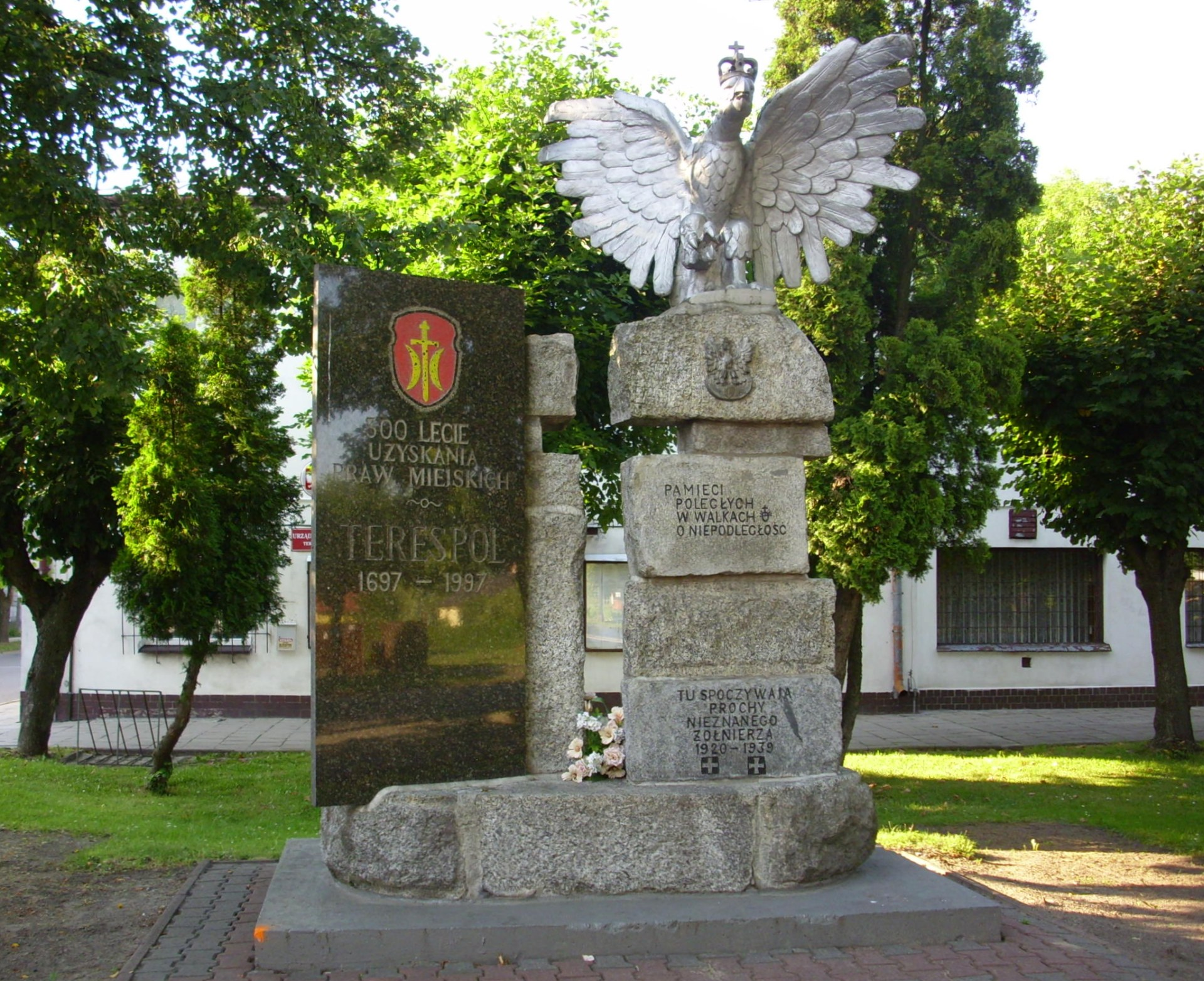
Monumento da Independência

A cidade foi fundada com base no assentamento do vilarejo de Błotków, mencionado na segunda metade do século XIII. Em 1512, Błotków estava localizado na aldermanship de Brest. Em 1614, a vila tornou-se propriedade de Sigismundo III Vasa.
Historicamente, a cidade está associada às seguintes famílias: Fleming, Słuszków e Czartoryski. Foi o castelão de Vilnius, Józef Bogusław Słuszka, que deu à cidade recém-criada o nome atual de Terespol, em homenagem a sua esposa Teresa. Foi em Terespol que Izabela Czartoryska, senhora de Puławy, provavelmente nasceu. A propriedade de Terespol foi a maior propriedade da família Czartoryski no século XVIII.
Terespol é cercada por fortificações czaristas, situadas entre pântanos. Ao projetar a Fortaleza de Brest, o centro de Terespol foi movido duas verstas (uma unidade de comprimento russa obsoleta) para o oeste e o centro de Brest duas verstas para o leste. Ao mesmo tempo, o curso do rio Bug foi ligeiramente alterado.
Em 28 de julho de 1944, durante a batalha por Terespol, 64 soldados soviéticos foram mortos.

## Estrutura da área
Segundo dados de 2021, Terespol possui uma área de 10,1 km², compreendendo:
- Terras agrícolas: 56%
- Área florestal: 4%

A cidade constitui 0,37% da área do condado de Biała.

## Demografia
Conforme os dados do Escritório Central de Estatística da Polônia (GUS) de 31 de dezembro de 2022, Terespol é uma cidade pequena com uma população de 5 163 habitantes (25.º lugar na voivodia de Lublin e 562.º na Polônia), tem uma área de 10,1 km² (34.º lugar na voivodia de Lublin e 593.º lugar na Polônia) e uma densidade populacional de 511 hab./km² (22.º lugar na voivodia de Lublin e 588.º lugar na Polônia). Nos anos 2002–2021, o número de habitantes diminuiu 10,3%.
Os habitantes de Terespol constituem cerca de 4,73% da população do condado de Biała, constituindo 0,26% da população da voivodia de Lublin.
| Descrição                         | Total      | Total    | Mulheres   | Mulheres | Homens     | Homens   |
| --------------------------------- | ---------- | -------- | ---------- | -------- | ---------- | -------- |
| unidade                           | habitantes | %        | habitantes | %        | habitantes | %        |
| população                         | 5 163      | 100      | 2 670      | 51,7     | 2 493      | 48,3     |
| superfície                        | 10,1 km²   | 10,1 km² | 10,1 km²   | 10,1 km² | 10,1 km²   | 10,1 km² |
| densidade populacional (hab./km²) | 511        | 511      | 264,2      | 264,2    | 246,8      | 246,8    |

## Distritos
| - Błotków Duży | - Błotków Mały | - Mieszczany | - Ogródki Łobaczewskie | - Rogatka | - Włóczki |

## Monumentos históricos

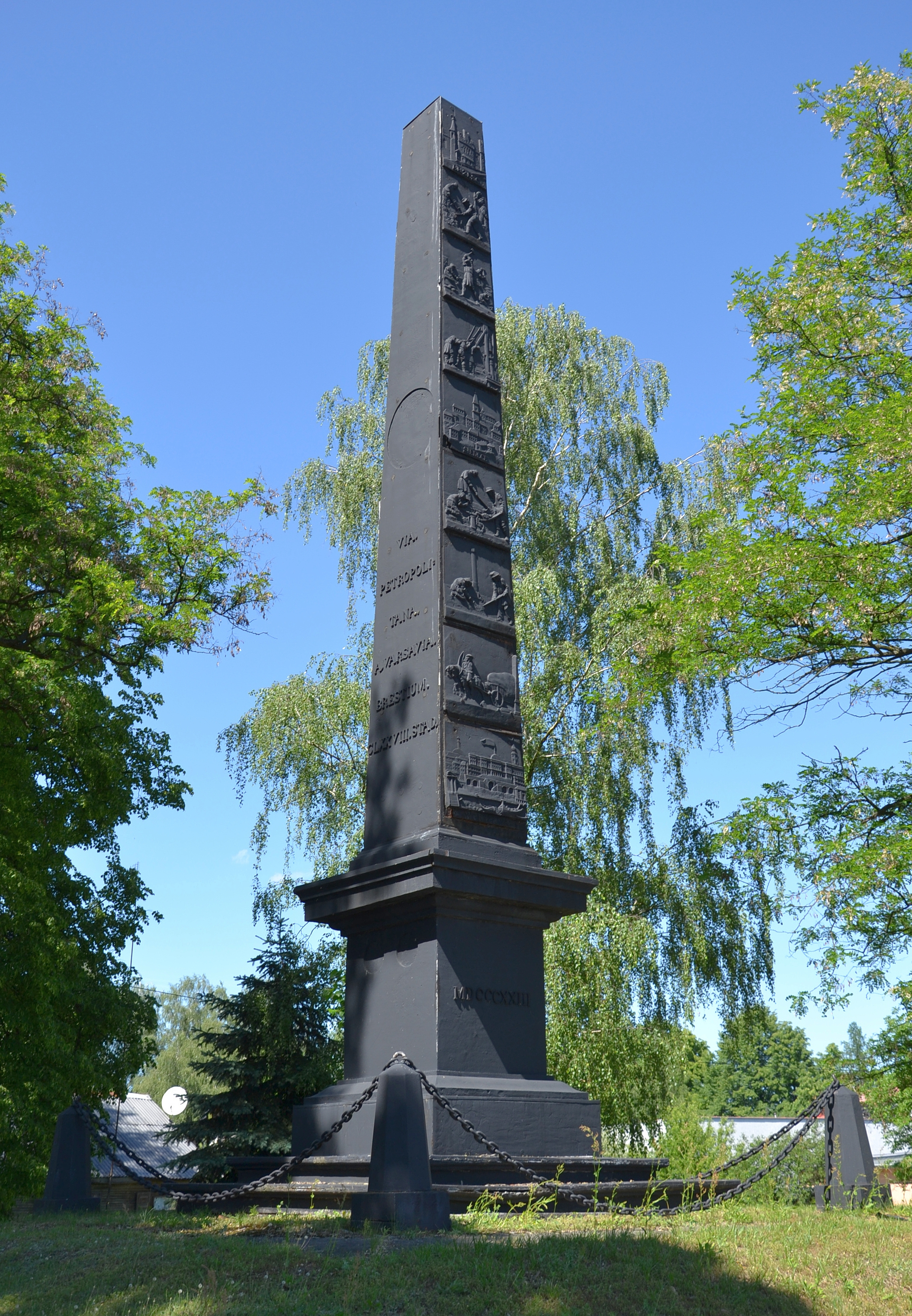
Obelisco de ferro de 1825 na rua do Wojska Polskiego, comemorando a construção da estrada para Brest (idêntico ao de Varsóvia)

- Igreja paroquial pós-dominicana de Santíssima Trindade de 1863, depois ampliada
- Obelisco de ferro fundido de 1825 comemorando a construção da estrada Varsóvia — Siedlce — Brest
- Igreja paroquial ortodoxa classicista de São João Teólogo, e a torre sineira do século XVIII
- Capela de madeira da Ressurreição do Senhor de 1892 no cemitério ortodoxo do século XIX
- Fortificações czaristas na fronteira com Lebiedziewo

Monumentos
- Monumento da Independência
- Monumento aos Soldados do Exército Vermelho[12]
- Monumento aos soldados das Forças de Proteção de Fronteiras que morreram protegendo a fronteira (no território da unidade de Guarda de Fronteira)
- Monumento dedicado às vítimas de transportes ferroviários para campos de concentração na Segunda Guerra Mundial

## Economia

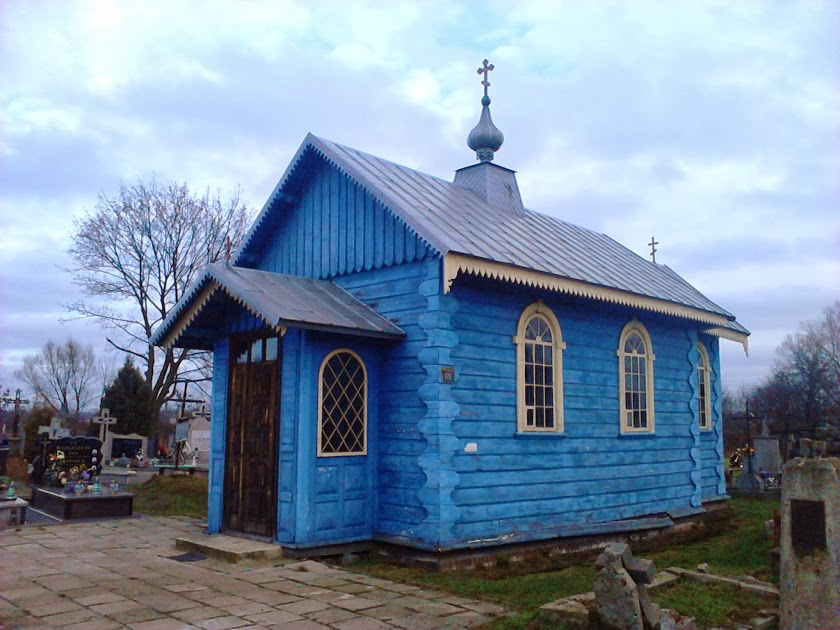
Capela no cemitério ortodoxo

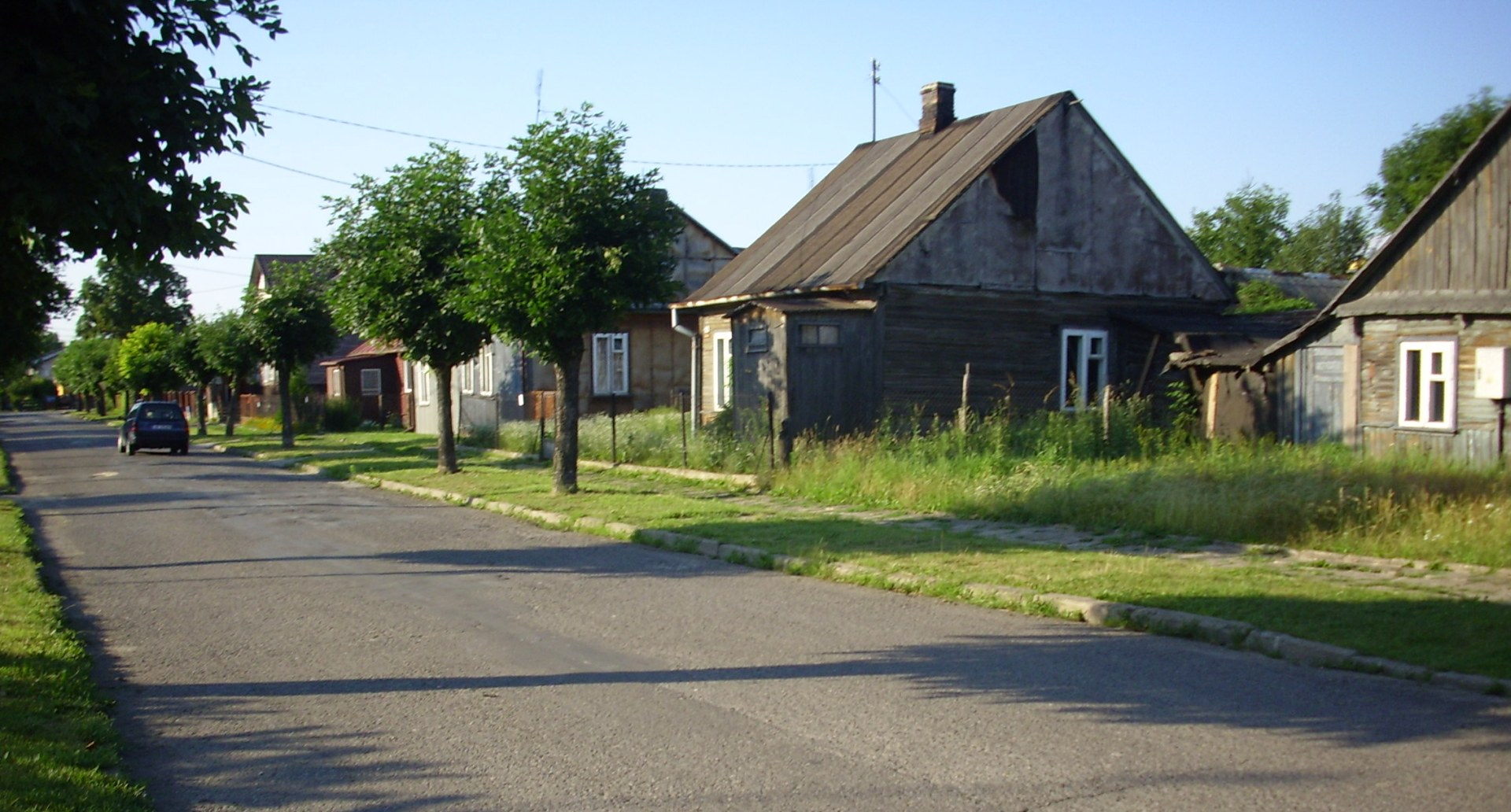
Velhas casas de madeira

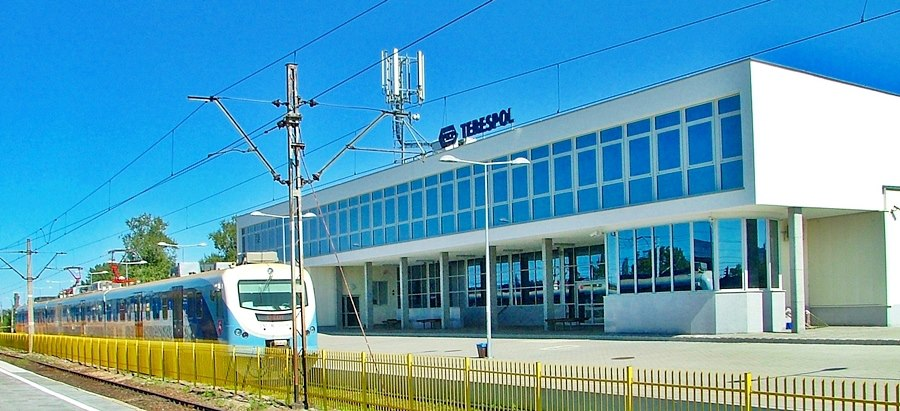
Estação ferroviária de Terespol

A cidade não tem indústrias. A única fábrica de processamento de frutas e vegetais de porte considerável que existia (produzia, entre outras coisas, os famosos pepinos de Terespol) faliu no final da década de 1990. Atualmente, os habitantes vivem principalmente do comércio e de serviços, além de trabalharem em empresas e instituições relacionadas a passagens de fronteira com a Bielorrússia, com tráfego pesado (elas também atendem ao tráfego de trânsito terrestre com a Rússia), e tiram proveito de sua localização na fronteira com a União Europeia e na estrada internacional E30 Cork (Irlanda) — Omsk (Rússia).
Na cidade e imediações existem:
- Passagem de fronteira rodoviária Terespol-Brest, com um terminal moderno e reformado
- Passagem de fronteira rodoviária Kukuryki-Kozłowicz (para tráfego de carga em trânsito) com um terminal moderno para transporte rodoviário motorizado e uma estrada alfandegária construída para esse fim
- Passagem de fronteira ferroviária Terespol-Brest (passageiros e carga)
- Grande centro de transbordo ferroviário Małaszewicze, atualmente a maior estação de transbordo ferroviário da Europa (inaugurada em 14 de dezembro de 1949), está localizado em um enorme terreno nas proximidades do pequeno vilarejo de Małaszewicze e de outros vilarejos vizinhos. Situa-se no Corredor Europeu 2, na linha ferroviária E-20 Paris-Berlim-Varsóvia-Moscou, na junção de trilhos com bitola de 1520 mm e 1435 mm. Ela movimenta mais de 5 milhões de toneladas de carga por ano entre trens de ambas as bitolas.

## Transportes

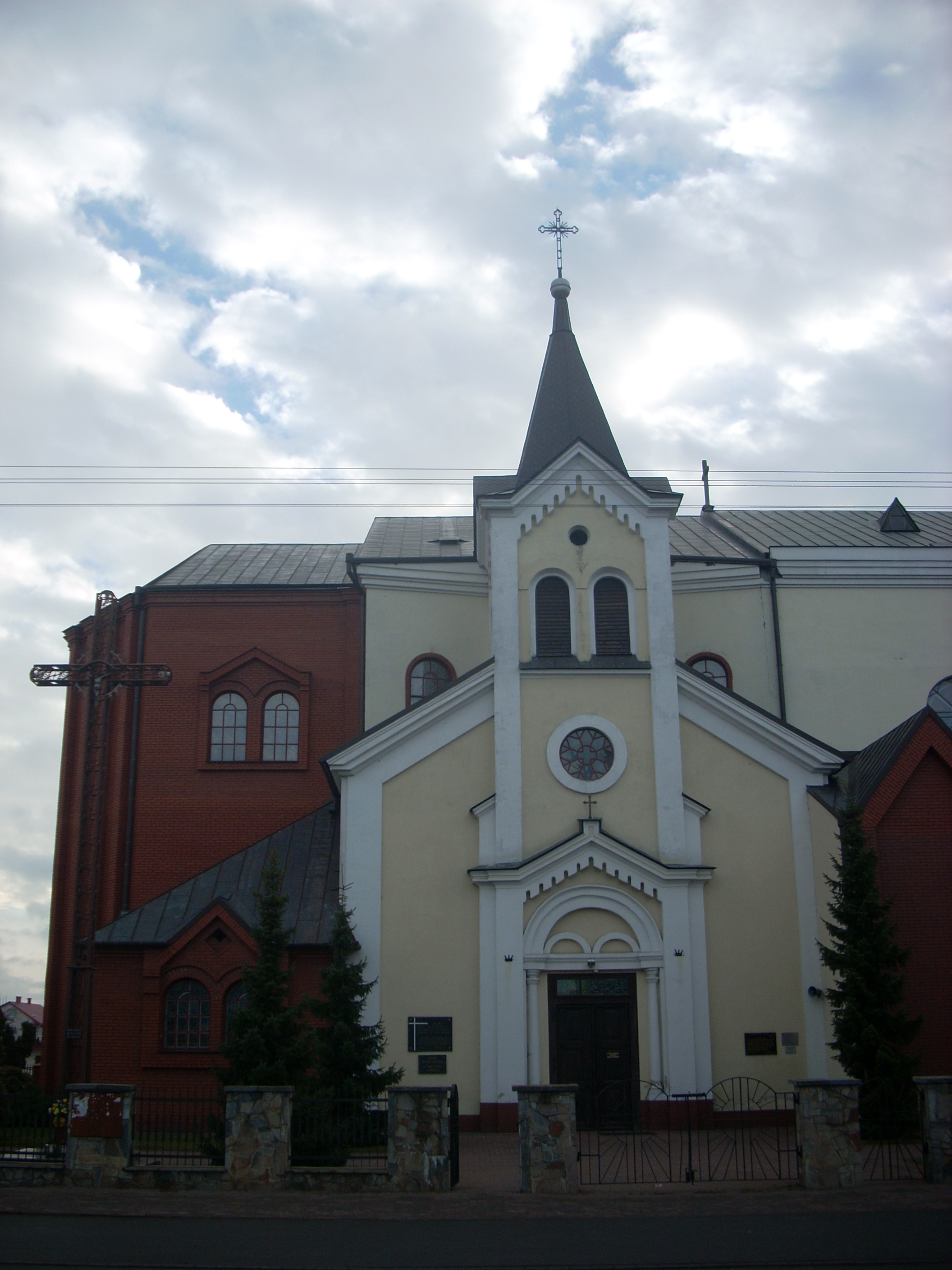
Igreja paroquial da Santíssima Trindade em Terespol

Na cidade existem passagens de fronteira rodoviárias e ferroviárias com a Bielorrússia.
- Estrada nacional n.º 2: fronteira do país — Świecko — Poznań — Varsóvia — Terespol — fronteira do país
- Estrada provincial n.º 698: Siedlce — Łosice — Terespol
- Estrada provincial n.º 816: Terespol — Sławatycze — Włodawa — Berdyszcze — Zosin

## Educação
Em comparação com toda a voivodia de Lublin, os habitantes de Terespol têm um nível de educação muito inferior. Entre as mulheres residentes em Terespol, o maior percentual possui ensino fundamental completo (27,3%) e ensino profissionalizante básico (17,8%). Os homens têm mais frequência na educação profissional básica (30,1%) e ensino fundamental completo (25,0%).
- Jardim de infância, rua Sienkiewicza 27:[13]

Em 2021, havia 1 jardim de infância em Terespol, com 180 crianças em 8 classes (94 meninas e 86 meninos). Havia 0 vagas disponíveis. Para comparação, em 2008 havia um jardim de infância em Terespol com 159 crianças (75 meninas e 84 meninos) frequentando 6 classes
- Complexo de escolas públicas n.º 1 św. Królowej Jadwiga, rua Sienkiewicza 27:[13]

Existe uma escola primária com 20 classes e 418 alunos (214 mulheres e 204 homens). Para comparação, em 2008 em Terespol havia 2 escolas primárias com 454 alunos (221 mulheres e 233 homens) em 21 classes. Na faixa etária dos 3 aos 24 anos, 25,8% da população (25,9% entre as meninas e 25,8% entre os meninos) frequenta o ensino primário (7-12 anos). Há 20,9 alunos por classe na escola primária
- Escola secundária acadêmica em Terespol, rua Wojska Polskiego 88[14]

Há 1 escola de ensino médio em Terespol, com 170 alunos (96 mulheres e 74 homens) em 8 classes. Em 2021, foram inscritos 20 egressos. Para comparação, em 2008 em Terespol havia uma escola de ensino médio com 246 alunos (126 mulheres e 120 homens) em 9 classes. Em 2008, foram registrados 60 egressos

## Comunidades religiosas

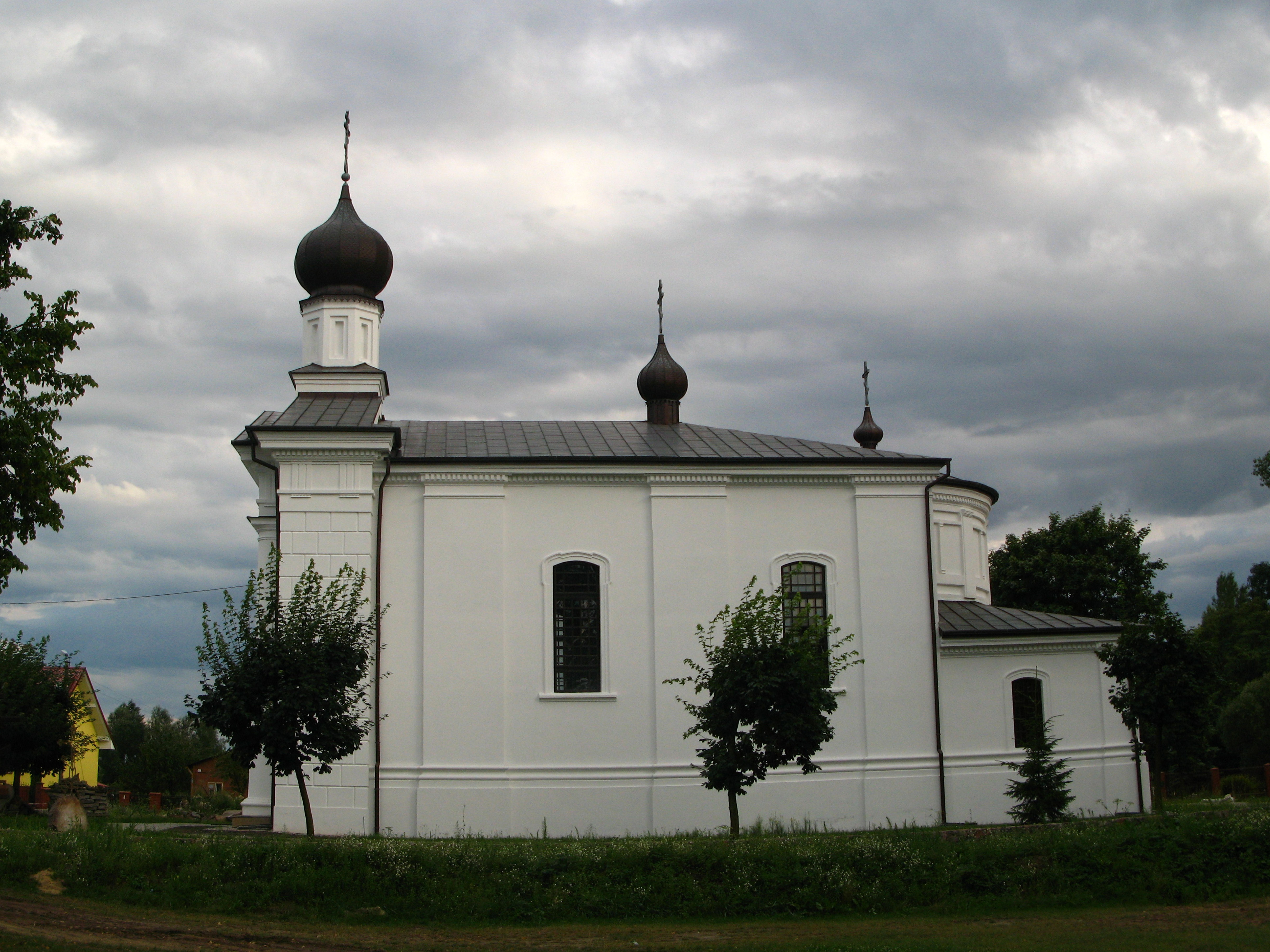
Igreja ortodoxa de São João Teólogo

As seguintes igrejas e associações religiosas realizam atividades na cidade:
Igreja Católica de Rito Latino — Forania de Terespol
- Paróquia da Santíssima Trindade, rua Wojska Polskiego 137[15]

Igreja Ortodoxa Polonesa — Forania de Terespol
- Paróquia de São João Teólogo, rua Cerkiewna 2[16]

Igreja Pentecostal
- Igreja Pentecostal "A Fonte da Vida", rua Karola Andrzejuka 13[17]

Igreja Cristã Batista
- Missão; sujeita à congregação em Rokitno

Testemunhas de Jeová
- Igreja de Terespol (Salão do Reino, rua Wojska Polskiego 28/1)

## Esportes
Existem clubes esportivos na cidade:
- KP Granica — futebol (na temporada 2024/2025, joga na classe A, grupo Biała Podlaska I)[18]
- MULKS Terespol[19]